# اولو تومت
اولو تومت (استونیایی: Olev Toomet; ۲۵ نوامبر ۱۹۲۹ – ۳۱ مارس ۲۰۰۹) سیاستمدار و نماینده مجلس اهل استونی بود.